# Temesi Mária
Temesi Mária (Szeged, 1957. július 29. –) Liszt Ferenc-díjas (2000) magyar opera-énekesnő (szoprán), tanszékvezető egyetemi tanár.

## Életpályája
Tóth vezetéknéven született, hivatalos névváltoztatása a Temesi névre 1983, Budapesten történt. 
1971–75 között a szegedi Tömörkény István Zeneművészeti Szakközépiskola zongora- és ének szakos tanulója volt. Zongoraszakon jeles eredménnyel érettségizett 1975-ben. Zongoratanárai: H. Kovács Zsuzsa majd Kerek Ferenc zongoraművész-tanárok, énektanára Berdál Valéria operaénekesnő, a Szegedi Nemzeti Színház érdemes művésze volt. 
Az 1975–76-os évadban a Szegedi Nemzeti Színházban korrepetitorként dolgozott, Pál Tamás főzeneigazgató vezetése alatt. 
1976–79 között Szegeden, a Liszt Ferenc Zeneművészeti Főiskola (a mai Szegedi Tudományegyetem Zeneművészeti Kara) két fő tanszakos, ének- és zongora szakos hallgatója volt, 1976-ban szerzett ének- és zongoratanári diplomát, mindkét szakon jeles minősítéssel. Zongoratanárai Lakatos Katalin, majd Kerek Ferenc zongoraművész-tanárok, magánének tanára Sinkó György  operaénekes, a Szegedi Nemzeti Színház Érdemes művésze volt. 
Már szegedi főiskolás korában elnyerte az athéni Maria Callas Nemzetközi Énekverseny Zsűri Különdíját. 
1979–81 között a budapesti Zeneakadémia opera- és magánénektanár (a mai Opera Master és Tanári Master szak) tanszakának egyetemi hallgatója volt. A Zeneakadémián 1981-ben, kitüntetéses diplomával végzett, operaénekes és szakközépiskolai magánénektanárként. Magánénektanára Kutrucz Éva énekművész-tanár, tanítási gyakorlat tanára Sziklay Erika Bartók-Pásztory díjas énekművész-tanár, éneklésmódszertan-tanára prof. dr. Sipos Jenő énekmester, színpadi gyakorlat tanára Mikó András, a Magyar Állami Operaház Kossuth-díjas, akkori főrendezője volt. 
1980-ban harmadik lett a Théâtre du Capitol énekversenyén Toulouse-ban, egy évvel később első díjat nyert a nemzetközi énekversenyek díjazottainak versenyén Rio de Janeiróban, majd 1985-ben a philadelphiai Pavarotti Énekverseny győztese. 
Dal- és oratóriumszakon a weimari Franz Liszt Musikhochschulén és a salzburgi Mozarteumon képezte magát. Több alkalommal részt vett Lore Fischer weimari és salzburgi, bayreuthi mesterkurzusain. 1981–88 között Takács Paula és Adorján Ilona keze alatt képezte magát tovább. 
Az Operaházban Elzaként debütált Wagner Lohengrin című operájában 1981-ben. 
1997 óta a Szegedi Tudományegyetem Konzervatóriumában magánének-tanszékvezető, magánének tanár, illetve főiskolai docens. Több neves fiatal művészt is elindított már az operaénekesi pályán (Rálik Szilvia, Kátai Natasa). 
A világ számos operaházában énekelt. Repertoárját elsősorban Mozart, Verdi, Puccini és Strauss-szerepet alkotják, de énekel kortárs magyar operákban is.

## Színházi szerepei
A Színházi Adattárban regisztrált bejegyzéseinek száma: 17.
- Szokolay Sándor: Ecce Homo....Lénió
- Wagner: Tannhäuser....Erzsébet
- Wagner: A walkür....Sieglinde
- Verdi: A trubadúr....Leonora
- Verdi: Aida....Aida
- Wagner: Siegfried....Brünnhilde
- Wagner: A bolygó hollandi....Senta
- Wagner: Az istenek alkonya....Brünnhilde
- Richard Strauss: Elektra....Chrysothemis
- Mascagni: Parasztbecsület....Santuzza
- Madarász Iván: Utolsó keringő....Asszony
- Puccini: Tosca....Tosca
- Janacek: Jenufa....Sekrestyésné (Kostelnička)
- Wagner: Lohengrin....Elza, Ortrud
- Giordano: André Chénier....Coigny grófné
- Richard Strauss: A rózsalovag....Marianne

### Egyéb színházi szerepei
- Mozart: Don Giovanni....Donna Anna
- Verdi: Don Carlos....Erzsébet
- Csajkovszkij: Anyegin....Tatjana
- Wagner: A nürnbergi mesterdalnokok....Éva
- Cilea: Adriana Lecouvreur....Adriana

## Díjai, elismerései
- Athén: Maria Callas-énekverseny - 4. díj (1979)
- Toulouse: Teatre du Capitol énekverseny - 3. díj (1980)
- Rio de Janeiro: nemzetközi versenyek díjazottainak versenye - 1. díj (1981)
- Philadelphia: Luciano Pavarotti énekverseny - 1. díj (1985)
- Bartók–Pásztory-díj (1992)
- Székely Mihály-emlékplakett (1995)
- Juventus-díj (1996)
- Liszt Ferenc-díj (2000)
- Artisjus-díj (2003)
- A Magyar Érdemrend lovagkeresztje (2016)
- A Szegedért Alapítvány Gregor József-díja (2022)
- A Magyar Kultúra Lovagja (2023)

## Diszkográfia
- 2004: Wagner Hősnők Hungaroton – Budapest
- 1999: Mozart: Requiem Bilkeni Egyetem – Ankara
- 1996: Britten: Háborús rekviem – Zágrábi Egyetem
- 1990: Liszt: Hungária 1848 Hungaroton – Budapest
- 1986: Liszt: Missa Choralis Hungaroton – Budapest
- 1984: Respighi: La fiamma (La Madre) Hungaroton – Budapest
- 1983: Mahler: 8. szimfónia (Mater Gloriosa) Hungaroton – Budapest